# 木紫珠
木紫珠（学名：Callicarpa arborea）为马鞭草科紫珠属的植物。分布于越南、印度、尼泊尔、马来西亚、伊里安岛、泰国、孟加拉国、锡金、缅甸、印度尼西亚以及中国大陆的西藏、云南、广西等地，生长于海拔150米至1,600米的地区，常生长在向阳山坡和灌丛中，目前尚未由人工引种栽培。

## 别名
南洋紫珠（植物分类学报） 马踏皮（广西） 白叶子树（云南）